# Chiesa di San Siro di Struppa
La chiesa di San Siro di Struppa è un luogo di culto cattolico del quartiere genovese di Struppa, in val Bisagno, la cui comunità parrocchiale fa parte del Vicariato “Medio - Alto Bisagno” dell'arcidiocesi di Genova.

## Storia

### La fondazione
L'antichissima chiesa pievana che divenne abbazia benedettina intitolata a san Siro sorse nel Medioevo lungo la strada della Val Bisagno (che allora correva a mezza costa e non sul fondovalle, per evitare le piene del torrente), all'importante crocevia tra la strada che attraverso il valico di Creto portava a Montoggio, in Valle Scrivia e quella per la Val Trebbia.
Le poche case che formano il borgo di San Siro, situato a 168 m s.l.m., un tempo facevano parte integrante dell'abbazia.
Si ritiene che una prima chiesa o cappella esistesse in questo luogo fin dal V secolo negli anni immediatamente successivi alla morte di San Siro, presso la località detta Emiliano (oggi chiamata San Siro di Struppa), sopra Molassana (Molliciana), ma le prime notizie risalgono al 955. Questa chiesa sorse nei pressi del luogo dove secondo la tradizione sarebbe nato il santo, vescovo di Genova nel IV secolo, ed è considerata il monumento storico più importante della Val Bisagno. In seguito divenne pieve e dopo il mille basilica.
Nei pressi della pieve viene citata poi anche l'esistenza di un'altra chiesa dedicata a San Siro, consacrata nel 1025, come racconta Jacopo da Varazze, in quell'anno divenne abbazia dei benedettini per volere del vescovo di Genova Landolfo II; inglobando questa chiesa nel monastero i monaci costruirono una terza chiesa.
Verso la fine dell'XI secolo i benedettini lasciarono l'abbazia e l'antica pieve al clero diocesano e si stabilirono a Sant’Eusebio, in seguito del monastero se ne persero le tracce. Vicino alla pieve si trova l'oratorio di Sant'Alberto e Sant'Antonio Abate, che secondo gli storici sarebbe la terza chiesa monastica costruita nell'XI secolo. Nei suoi oltre mille anni di vita, la chiesa ha subito numerose modifiche e ristrutturazioni.
La chiesa pievana, considerata già “vecchia” in documenti del 1125, fu probabilmente ricostruita nella prima metà del XII secolo, come testimonia l'analisi storico-artistica, che la colloca nel pieno del romanico genovese di quel periodo, pur non essendoci documenti che attestino questa circostanza.
Citata ancora come pieve nel registro delle decime del 1143, la chiesa, che disponeva di numerose rendite e di lasciti di cittadini, estendeva la sua giurisdizione a sei rettorie: San Cosma e Damiano, San Giovanni di Aggio, San Martino de Corsi, San Martino di Struppa, Sant'Eusebio e Santa Maria di Molassana.
Tutta questa zona fino al XIV secolo era indicata come “Mollicciana” e per questo la pieve di San Siro era chiamata “San Siro de Mollicciana”. Fu solo dal XV secolo che Molassana e Struppa divennero entità amministrative distinte, per ritrovarsi poi entrambe inglobate nella Grande Genova nel 1926.

### Le ristrutturazioni dal XVI al XIX secolo
L'edificio conservò l'originaria struttura romanica fino alla fine del XVI secolo, quando per adeguarlo alle disposizioni del Concilio di Trento ed al gusto dell'epoca subì varie modifiche: fu ingrandito l'altare maggiore, inseriti i due altari laterali, creata la sagrestia e rifatte la volta e l'abside mentre i muri in pietra furono ricoperti con intonaco e imbiancati.
Ulteriori interventi nel XVII secolo introdussero elementi barocchi.
Danneggiata e incendiata dai soldati austriaci durante la guerra degli anni 1746-1747, negli anni immediatamente successivi fu sottoposta a nuovi restauri.
Nel 1851 per consentire il movimento delle nuove campane fu eliminata la trifora della cella campanaria.

### Il Novecento
Alla fine dell'Ottocento, nonostante diversi lavori di manutenzione eseguiti intorno alla metà del secolo, la chiesa si presentava in condizioni precarie e nell'anno 1900 fu chiusa al pubblico.
Negli anni successivi furono decisi radicali lavori di ristrutturazione, eseguiti, a più riprese, a partire dal 1921. Con questi interventi di restauro sono state ripristinate le originarie forme romaniche, ancora ben conservate sotto le successive stratificazioni.
Inizialmente furono demolite le volte in muratura e ripristinato il tetto ligneo, rimosso l'intonaco dalle pareti e ripristinate le monofore della facciata.
Ulteriori interventi, condotti negli anni trenta e cinquanta riguardarono le navate laterali e le absidi; fu anche eliminato l'altare settecentesco e ripristinate le trifore sul campanile.
I lavori di restauro si conclusero nel 1963, quando la chiesa fu dotata della porta in bronzo e di un nuovo altare in marmo, solennemente consacrato dal cardinale Giuseppe Siri il 15 aprile 1963.
Successivamente oltre alla chiesa, sono state ristrutturate anche le case del borgo, rinnovate mantenendo le caratteristiche antiche e nel 1988 è stato rifatta anche la pavimentazione del sagrato con il caratteristico “risseu” di sassi bianchi e grigi.

## Descrizione storico-artistica

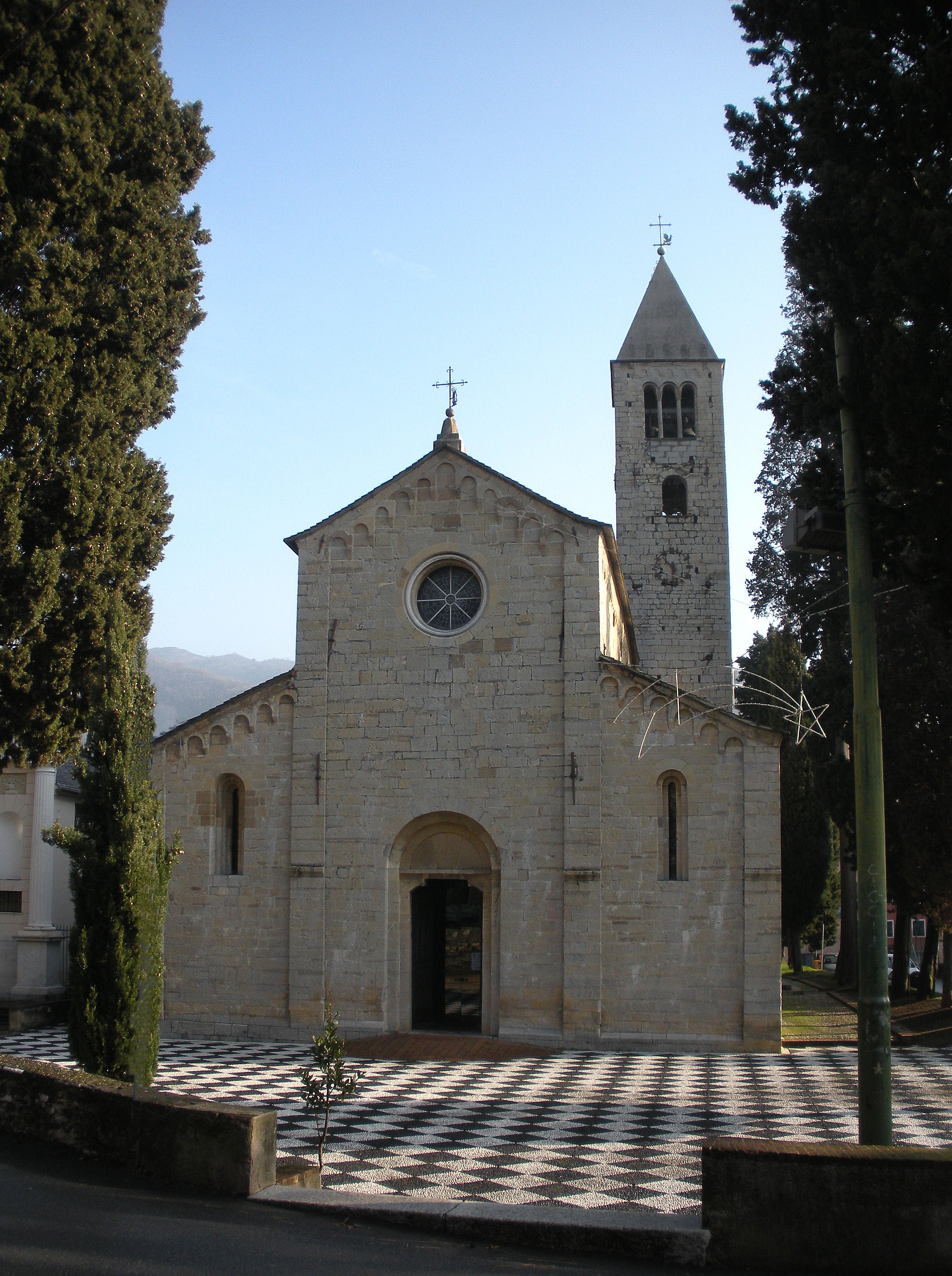
La facciata della chiesa

La chiesa è un tipico esempio di architettura romanica.
È costruita in arenaria con conci disposti a file regolari e praticamente priva di decorazioni scolpite, ad eccezione degli archetti pensili sottogronda che delimitano in alto la facciata e tutto il perimetro della chiesa.

### Facciata
L'austera facciata, che evidenzia mediante due paraste la ripartizione interna in tre navate, ha un unico ingresso centrale, con un semplice portale, sovrastato da un rosone che dopo la ristrutturazione è tornato a sostituire la precedente finestra barocca. Nelle ali laterali si trovano due monofore allungate.
La porta in rame sbalzato è opera di Ilario Cuoghi; vi sono raffigurati i sei santi patroni dell'ordine benedettino ed è stata collocata sugli originari cardini medioevali.

### Campanile
Il campanile, alto trentadue metri, ha una pianta quadrata con cuspide piramidale, ed è basato sull'ultima campata della navata destra.
Nella cella campanaria si aprono le trifore, ripristinate nel corso dei restauri dopo che nell'Ottocento erano state sostituite da finestre a fornice unico, per consentire il movimento delle campane all'esterno della cella.
Possiede un concerto di 6 campane in tonalità di re bemolle 3 maggiore.

### Interno

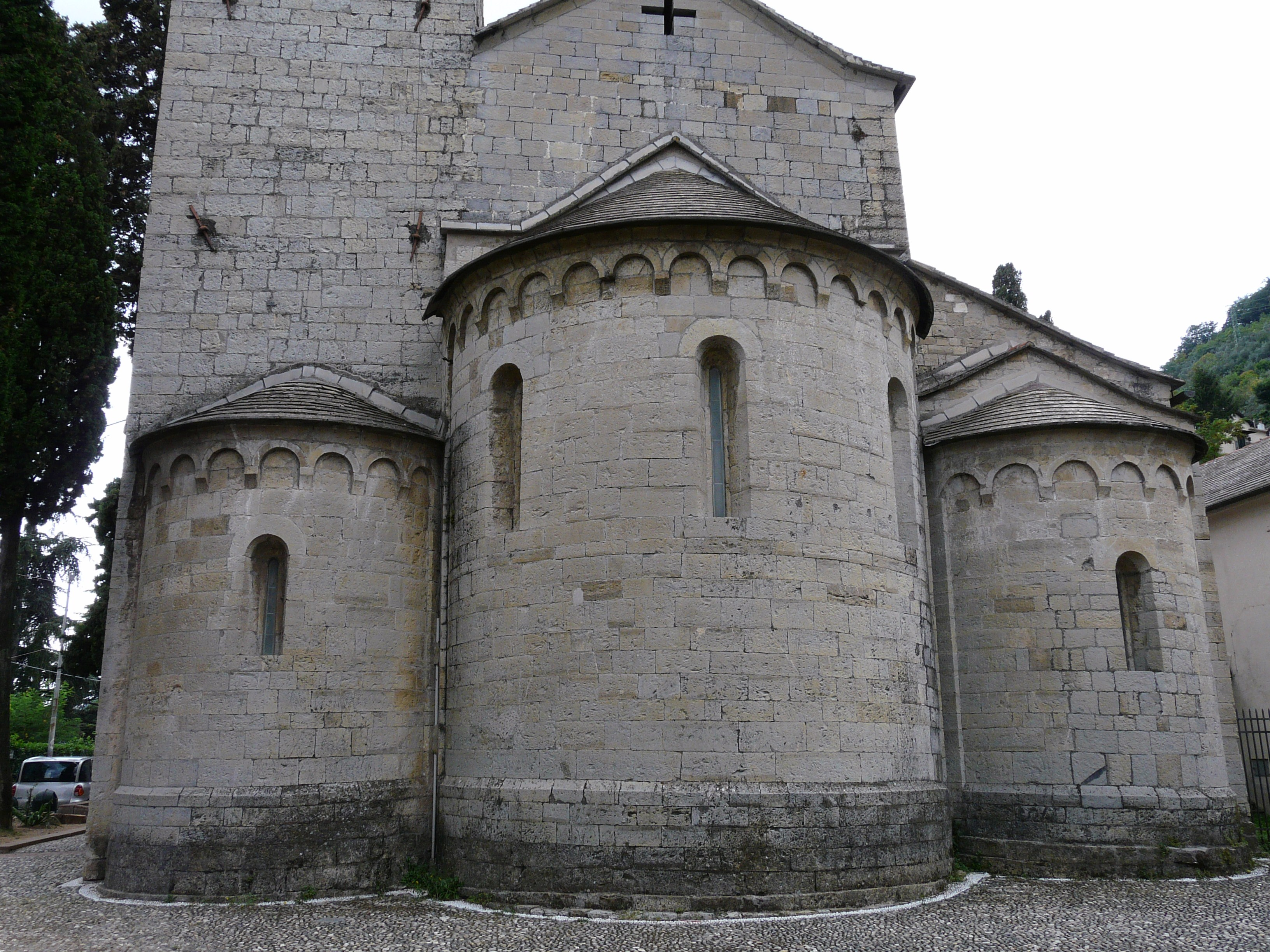
La zona absidale della chiesa

L'interno è diviso in tre navate delimitate da due serie di tozze colonne sormontate da capitelli sfero-cubici, privi di ornamento. Un pilastro a forma di croce, in cima alla navata di destra, sostiene il campanile. Ciascuna navata termina con un proprio abside semicircolare.
Il soffitto è formato da capriate in legno, realizzate nel corso dei restauri del Novecento, secondo l'originario stile romanico.

#### Altare maggiore

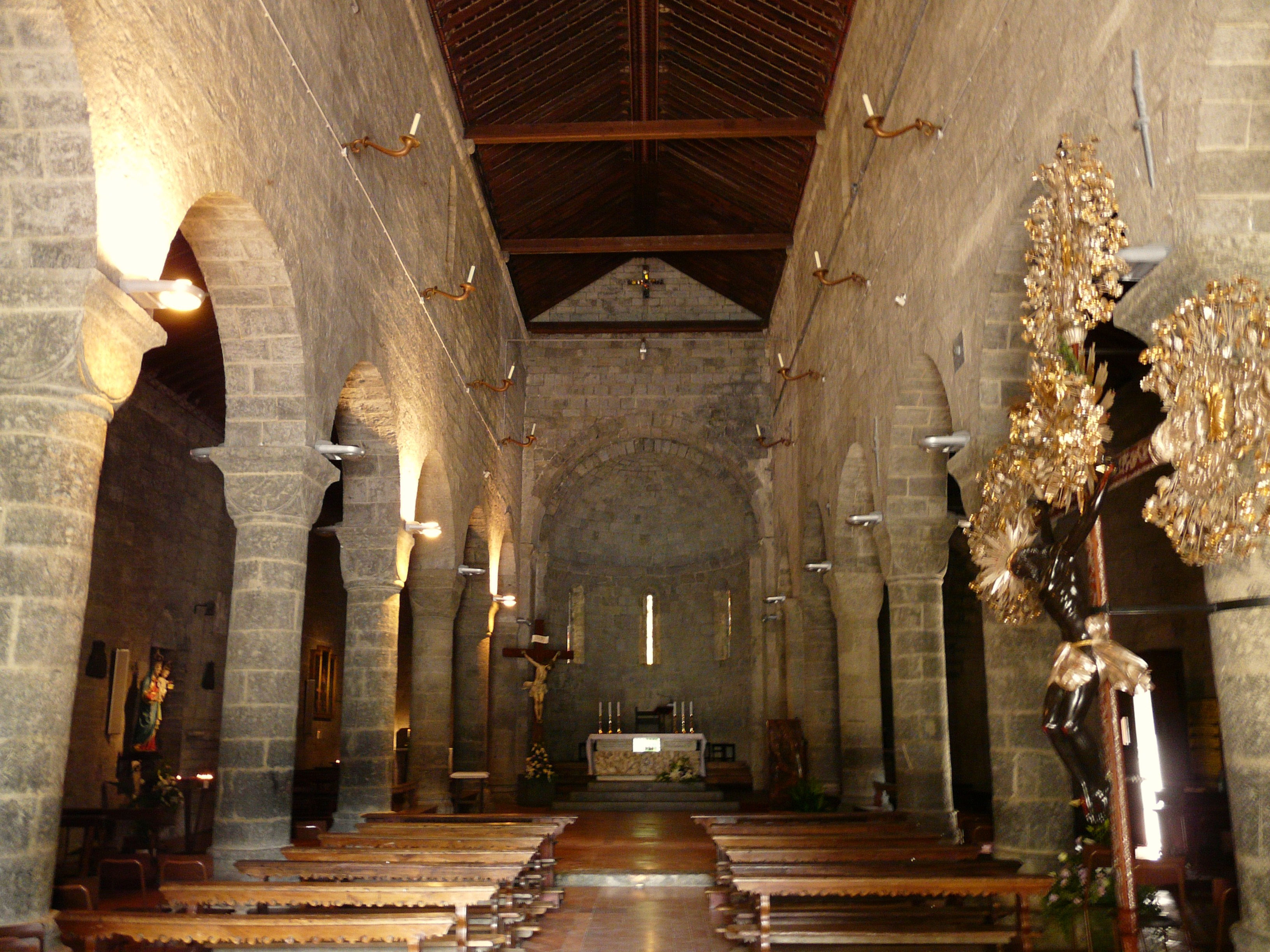
L'interno della chiesa

L'altare maggiore (realizzato da G. Raitano nel 1963) contiene un paliotto marmoreo con i simboli di San Siro, già architrave del portale cinquecentesco di un palazzo genovese, che fa da base ad un loculo in cui era custodita, fino a quando fu rubata, nel 1979, una reliquia del santo.
La reliquia (un braccio di San Siro) era stata donata alla chiesa dal vescovo Landolfo I nel 1025 ed era conservata in un prezioso reliquiario d'argento donato nel 1629 dal patrizio Giovanni Battista Lercari.
In sostituzione della reliquia scomparsa l'arcivescovo Giuseppe Siri ne donò un'altra, già conservata nella cattedrale di S. Lorenzo.

#### Il polittico di San Siro

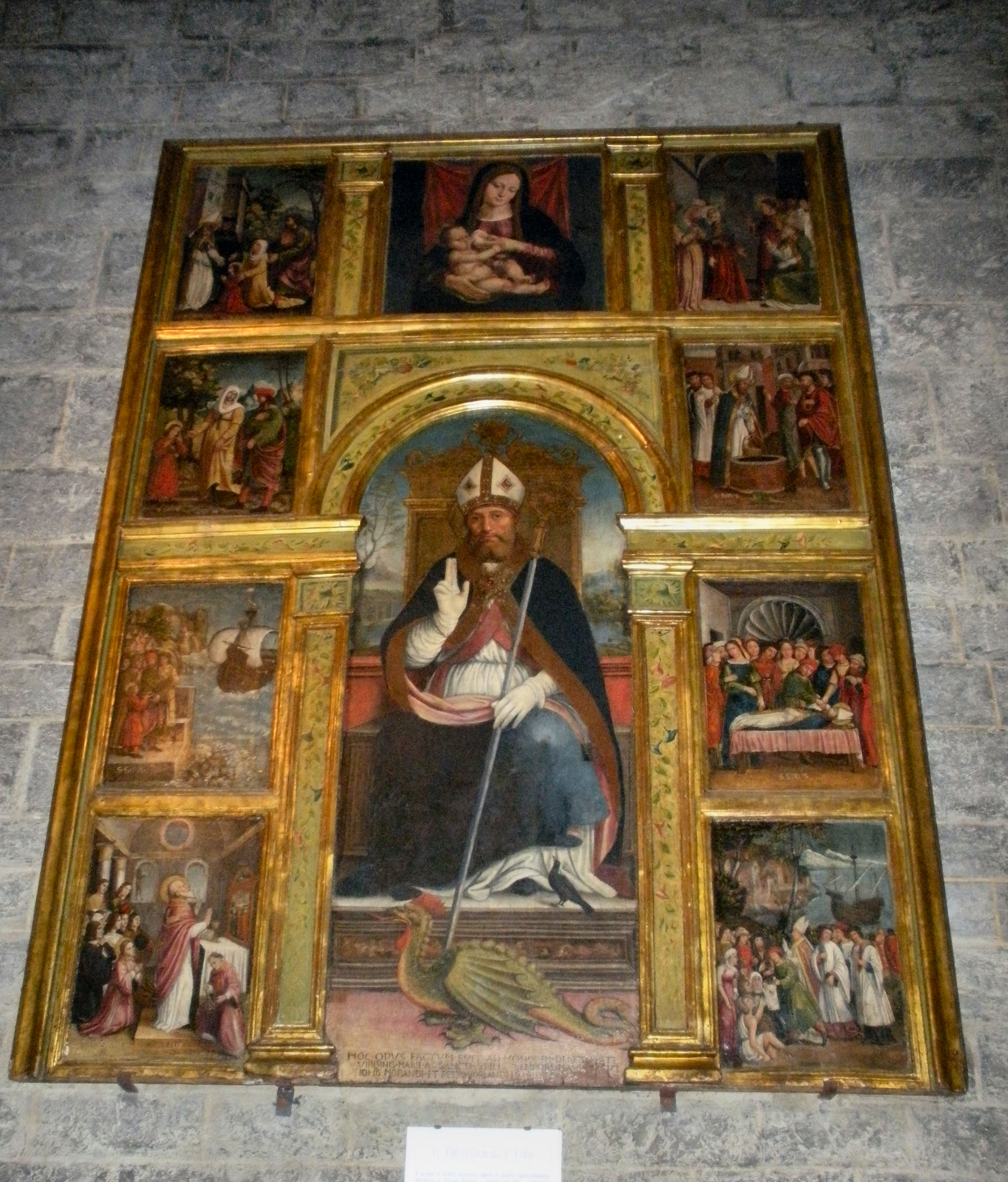
Il polittico di San Siro

La più notevole tra le opere d'arte conservate nella chiesa è il Polittico di San Siro, realizzato nel 1516, già ritenuto di Teramo Piaggio, successivamente attribuito a Pier Francesco Sacchi (1485-1528), detto il Pavese. Il dipinto è stato restaurato nel 1960.
Nel riquadro centrale è rappresentato il santo in trono che col pastorale schiaccia il Basilisco (mostro che simboleggia l'eresia ariana). Sempre nella parte centrale, sopra l'immagine del santo, è dipinta una Madonna con il Bambino in dolcissimo atteggiamento materno.
Ai lati ci sono otto riquadri (quattro per lato) che raffigurano altrettante scene della vita di San Siro: “Vocazione di S. Siro”, "Il miracolo del merlo restituito alla vita ", "Il miracolo della nave", "Visioni di S. Siro", "Guarigione di un'indemoniata", "Uccisione del Basilisco", "Morte di San Siro e traslazione delle reliquie", "I miracoli e la devozione al santo".

#### Altre opere d'arte
- Statua processionale in legno raffigurante San Siro in atteggiamento benedicente, fatta eseguire nel 1640 dall'arciprete Antonio Paganini.
- Trittico di San Placido: immagine del Sacro Cuore di Gesù tra i Santi Mauro e Placido, opera di Lino Schenal (1963).
- Lavori in rame dell'artista contemporaneo Ilario Cuoghi: formelle della Via Crucis, coppa del fonte battesimale, tabernacolo e candelieri dell'altare della riserva eucaristica (1962-1963).

## Festività
La festa di san Siro, è celebrata il 7 luglio.